# قادة الدول العربية
هذه قائمة باسماء الحُكّام الذين يتولون الحكم في الدول العربية: وهم خمسة عشر رئيسًا وأربعة ملوك وأميران وسلطان واحد:
- أكبر الحكام سنًّا هو محمود عباس رئيس دولة فلسطين، المولود في 1935 (العمر 89–90)؛ وأصغرهم هو أحمد الشرع رئيس الجمهورية العربية السورية المولود في العام 1982 (العمر 42–43).
- أقدم الحُكّام حُكمّا هو الملك عبد الله الثاني ملك المملكة الاردنية الهاشمية الذي يتولى الحكم منذ 7 فبراير 1999 (26 سنةً و5 أشهرٍ و6 أيامٍ)؛ بينما الأحدث هو أحمد الشرع رئيس الجمهورية العربية السورية الذي يشغل المنصب منذ 29 يناير 2025 (5 أشهرٍ و14 يومًا).

| الدولة                                  | الصورة         | القائد                           | المنصب                                       | سنة توليه الحكم والمدة                       | مواليد                         |               |
| --------------------------------------- | -------------- | -------------------------------- | -------------------------------------------- | -------------------------------------------- | ------------------------------ | ------------- |
| المملكة الأردنية الهاشمية               |                | الملك عبدالله الثاني بن الحسين   | ملك المملكة الاردنية الهاشمية                | 7 فبراير1999 (26 سنةً و5 أشهرٍ و6 أيامٍ)        | 30 يناير 1962                  |               |
| المملكة الأردنية الهاشمية               |                | جعفر حسان                        | رئيس وزراء الأردن                            | 18 سبتمبر 2024                               |                                |               |
| دولة الإمارات العربية المتحدة           |                | الشيخ محمد بن زايد آل نهيان      | رئيس دولة الإمارات العربية المتحدة           | 14 مايو 2022 (3 سنواتٍ وشهرًا واحدًا و29 يومًا)  | 1961 مارس 11                   |               |
| دولة الإمارات العربية المتحدة           |                | الشيخ محمد بن راشد آل مكتوم      | رئيس وزراء الإمارات العربية المتحدة          | 11 فبراير 2006                               |                                |               |
| مملكة البحرين                           |                | الملك حمد بن عيسى آل خليفة       | ملك مملكة البحرين                            | 6 مارس 1999 (26 سنةً و4 أشهرٍ و7 أيامٍ)         | 11 مارس 1961                   |               |
| مملكة البحرين                           |                | سلمان بن حمد آل خليفة            | رئيس وزراء البحرين                           | 11 نوفمبر 2020                               |                                |               |
| الجمهورية التونسية                      |                | الرئيس قيس سعيد                  | رئيس الجمهورية التونسية                      | 23 أكتوبر2019 (5 سنواتٍ و8 أشهرٍ و20 يومًا)     | 22 فبراير 1958                 |               |
| الجمهورية التونسية                      |                | سارة زعفراني زنزري               | رئيس حكومة تونس                              | 7 أغسطس 2024                                 |                                |               |
| الجمهورية الجزائرية الديمقراطية الشعبية |                | الرئيس عبدالمجيد تبون            | رئيس الجمهورية الجزائرية الديمقراطية الشعبية | 19 ديسمبر 2019 (5 سنواتٍ و7 أشهرٍ ويومًا واحدًا) | 17 نوفمبر 1945                 |               |
| الجمهورية الجزائرية الديمقراطية الشعبية |                | نذير العرباوي                    | الوزير الأول لحكومة الجزائر                  | 11 نوفمبر 2023                               |                                |               |
| جمهورية جيبوتي                          |                | الرئيس إسماعيل عمر جيلي          | رئيس جمهورية جيبوتي                          | 8 مايو 1999 (26 سنةً وشهران و5 أيامٍ)          | 1947                           |               |
| جمهورية جيبوتي                          |                | عبد القادر كميل محمد             | رئيس وزراء جيبوتي                            | 1 أبريل 2013                                 |                                |               |
| المملكة العربية السعودية                |                | الملك سلمان بن عبدالعزيز آل سعود | ملك المملكة العربية السعودية                 | 23 يناير2015 (10 سنواتٍ و5 أشهرٍ و20 يومًا)     | 31 ديسمبر 1935                 |               |
| المملكة العربية السعودية                |                | محمد بن سلمان آل سعود            | رئيس مجلس الوزراء السعودي                    | 27 سبتمبر 2022                               |                                |               |
| جمهورية السودان                         |                | الرئيس عبدالفتاح البرهان         | رئيس مجلس السيادة السوداني                   | 21 أغسطس 2019 (6 سنواتٍ و3 أشهرٍ ويومًا واحدًا)  | 11 يوليو 1960                  |               |
| جمهورية السودان                         |                | عثمان حسين عثمان                 | رئيس وزراء السودان                           | 19 يناير 2022                                |                                |               |
| الجمهورية العربية السورية               |                | أحمد الشرع                       | رئيس الجمهورية العربية السورية               | 29 يناير 2025 5 أشهرٍ و14 يومًا                | 29 أكتوبر 1982                 |               |
| الجمهورية العربية السورية               | جمهورية العراق |                                  | عبد اللطيف رشيد                              | رئيس جمهورية العراق                          | 13 أكتوبر 2022 (سنتان و9 أشهرٍ) | 10 أغسطس 1944 |
|                                         | جمهورية العراق | محمد شياع السوداني               | رئيس وزراء العراق                            | 27 أكتوبر 2022                               |                                |               |
| دولة فلسطين                             |                | الرئيس محمود عباس                | رئيس دولة فلسطين                             | 15 يناير 2005 (20 سنةً وشهران و5 أيامٍ)        | 15 نوفمبر 1935                 |               |
| دولة فلسطين                             |                | محمد مصطفى                       | رئيس وزراء دولة فلسطين                       | 12 مارس 2024                                 |                                |               |
| جمهورية الصومال                         |                | الرئيس حسن شيخ محمود             | رئيس جمهورية الصومال                         | 15 مايو 2022 (3 سنواتٍ وشهرًا واحدًا و28 يومًا)  | 1955 نوفمبر 29                 |               |
| جمهورية الصومال                         |                | حمزة عبدي بري                    | رئيس وزراء الصومال                           | 25 يونيو 2022                                |                                |               |
| سلطنة عمان                              |                | السلطان هيثم بن طارق آل سعيد     | سلطان عمان                                   | 11 يناير 2020 (5 سنواتٍ و6 أشهرٍ ويومان)       | 11 أكتوبر 1955                 |               |
| دولة قطر                                |                | الشيخ تميم بن حمد آل ثاني        | أمير دولة قطر                                | 25 يونيو 2013 (12 سنةً و18 يومًا)              | 3 يونيو 1980                   |               |
| دولة قطر                                |                | محمد بن عبد الرحمن آل ثاني       | رئيس وزراء قطر                               | 7 مارس 2023                                  |                                |               |
| دولة الكويت                             |                | الشيخ مشعل الأحمد الصباح         | أمير دولة الكويت                             | 16 ديسمبر 2023 (سنةً واحدةً و6 أشهرٍ و27 يومًا)  | 27 سبتمبر 1940                 |               |
| دولة الكويت                             |                | أحمد عبد الله الأحمد الصباح      | رئيس وزراء الكويت                            | 15 أبريل 2024                                |                                |               |
| جمهورية القمر الاتحادية الإسلامية       |                | الرئيس غزالي عثماني              | رئيس جمهورية القمر المتحدة                   | 26 مايو 2016 (9 سنواتٍ وشهرًا واحدًا و15 يومًا)  | 1 يناير 1959                   |               |
| الجمهورية اللبنانية                     |                | جوزيف عون                        | رئيس الجمهورية اللبنانية                     | 9 يناير 2025 (6 أشهرٍ و4 أيامٍ)                | 10 يناير 1964                  |               |
| الجمهورية اللبنانية                     |                | نواف سلام                        | رئيس وزراء لبنان                             | 8 فبراير 2025                                |                                |               |
| دولة ليبيا                              |                | الرئيس محمد المنفي               | رئيس المجلس الرئاسي                          | 10 سبتمبر2021 (4 سنواتٍ و5 أشهرٍ و8 أيامٍ)      | 3 مارس 1976                    |               |
| دولة ليبيا                              |                | عبد الحميد الدبيبة               | رئيس وزراء ليبيا                             | 15 مارس 2021                                 |                                |               |
| جمهورية مصر العربية                     |                | عبد الفتاح السيسي                | رئيس جمهورية مصر                             | 3 يونيو 2014 (11 سنةً وشهرًا واحدًا و5 أيامٍ)    | 19 نوفمبر 1954                 |               |
| جمهورية مصر العربية                     |                | مصطفى مدبولي                     | رئيس وزراء مصر                               | 14 يونيو 2018                                |                                |               |
| المملكة المغربية                        |                | الملك محمد السادس بن الحسن       | ملك المملكة المغربية                         | 23 يوليو 1999 (25 سنةً و11 شهرًا و20 يومًا)     | 21 أغسطس 1963                  |               |
| المملكة المغربية                        |                | عزيز أخنوش                       | رئيس وزراء المغرب                            | 7 أكتوبر 2021                                |                                |               |
| الجمهورية الإسلامية الموريتانية         |                | محمد ولد الغزواني                | رئيس الجمهورية الاسلامية الموريتانية         | 1 أغسطس 2019 (5 سنواتٍ و11 شهرًا و12 يومًا)     | 31 ديسمبر 1956                 |               |
| الجمهورية الإسلامية الموريتانية         |                | المختار ولد أجاي                 | رئيس وزراء موريتانيا                         | 5 أغسطس 2024                                 |                                |               |
| الجمهورية اليمنية                       |                | الرئيس رشاد محمد العليمي         | رئيس مجلس القيادة الرئاسي                    | 7 أبريل 2022 (3 سنواتٍ و3 أشهرٍ و6 أيامٍ)       | 15 يناير 1954                  |               |
| الجمهورية اليمنية                       |                | أحمد عوض بن مبارك                | رئيس وزراء اليمن                             | 5 فبراير 2024                                |                                |               |